# Walking to New Orleans
Walking to New Orleans är en låt skriven av Bobby Charles och lanserad av Fats Domino 1960. Låten skrevs av Charles då Domino under en turné bjudit hem Charles till sitt hem i New Orleans. Charles hade då svarat "-I don't have a car. If I'd go, I'd have to walk." Charles fick efter sin kommentar idén till låten som han skrev särskilt för Fats Domino. Orkesterarrangemanget gjordes av Dave Bartholomew som lade till en stråksektion i låten, något som då var ovanligt i rock and roll-musik. Låten blev en hitsingel både i USA och ett flertal europeiska länder.
Året efter, 1961, sjöng svenska schlagersångerskan Towa Carson in sången på svenska som "Jag vandrar till New Orleans".

## Listplaceringar
- Billboard Hot 100, USA: #6[2]
- Billboard R&B Singles: #2
- UK Singles Chart, Storbritannien: #19[3]
- Nederländerna: #15[4]
- VG-lista, Norge: #9[5]